# Arkathias
Arkathias, levde 86 f.Kr., var en pontisk prins, son till kung Mithridates VI Eupator av Pontus.